# Физир-Рајт
Физир Ф1В-Рајт (Физир-Рајт) је био извиђачки двокрилни авион, прототип направљен 1930. године у фабрици Рогожарски а серијска производња је остварена 1930. године у фабрици Змај, Краљевина Југославија. 
Користили су један Рајт-Вирлвинд (Wright Whirlwind) звјездасти мотор од 230 КС (172 KW). 
Израђено је 15 примјерака + 1 прототип за ЈКРВ.
Главни дизајнер, као и за већину раних Змајевих авиона, је био Рудолф Физир.
Овај авион је детаљно описан у чланку Физир Ф1В јер му је то био званичан назив!!